# Чёрная пятница (фильм, 1940)
Чёрная пятница — американский научно-фантастический фильм с Борисом Карлоффом в главной роли. Хотя во вступительных титрах вместе с Карлоффом указан до названия фильма Бела Лугоши, последний получил небольшую роль в фильме и даже не имеет с Карлоффом совместных сцен.
Писатель Курт Сиодмак будет снова возвращаться к этой теме в фильмах мозг Донована (1953) и Память Хаузера (1970).

## Сюжет
Фильм начинается с того, что доктора Эрнеста Совака приговаривают к смертной казни на электрическом стуле за убийство его близкого друга, университетского преподавателя английского языка Джорджа Кингсли. Когда Совака выводят из зала, то среди зрителей он замечает репортёра одной газеты, которая, по его словам, была единственной, что писала о нём объективно, поэтому он отдаёт этому человеку свой дневник вместе со своими научными записями. Пока Совака готовятся казнить, репортёр читает дневник и узнаёт трагическую предысторию доктора. 
Джорджа Кингсли, когда он переходил улицу в Нью-Йорке, сбивает машина, за рулём которой сидел гангстер Рэд Кэннон — члены банды, главарём которой он был, решили «убрать его с пьедестала». Кэннон остаётся жив, но у него повреждён позвоночник, а Кингсли получает повреждение коры мозга и счёт его жизни идёт на часы. Совак, желая спасти друга, тайно проводит рискованную операцию — он пересаживает здоровую часть мозга Кэннона Кингсли. В итоге Кэннон умирает, а Кингсли остаётся жив. Но очень скоро Совак узнаёт от полицейских, что Рэд Кэннон успел спрятать большую сумму денег — 500 тысяч долларов. Совак решает прикарманить эти деньги и приходит к выводу, что следует повозить Кингсли по тем местам, в которых часто бывал Кэннон — согласно теории Совака, вместе с частью мозга Кингсли получил также и память Кэннона.  
Всё получается именно так, как и предсказывал Совак. Через некоторое время личность Кэннона пробуждается в Кингсли. Хотя он благодарит Совака за то, что тот его спас, но, улучив момент, он убегает от доктора и начинает убивать членов его банды, которые в свою очередь тоже мечтают отыскать деньги. Хотя Совак поначалу не догадывается, что творит Кэннон, но он замечает, что личность Кингсли пробуждается каждый раз после того, как Кэннон поспит, в то время как личность Кэннона пробуждается тогда, когда Кингсли слышит звук полицейской сирены или скорой помощи.
В конечном итоге Соваку удаётся уговорить Кэннона забрать деньги из тайника, но к тому моменту он уже успел расправиться со всеми членами банды и даже с бывшей любовницей, которая вступила с гангстерами в сговор. Им чудом удаётся избежать ареста, после чего Совак увозит друга из Нью-Йорка, чтобы вокруг Кингсли была другая обстановка, в которой ничто не сможет пробудить в нём личность Кэннона. Какое-то время всё идёт нормально, но затем прямо во время лекции Кингсли случайно слышит сирену и в нём пробуждается Кэннон. Он прибегает домой к Соваку и нападает на его дочь, требуя вернуть ему деньги. Соваку ничего не остаётся, как застрелить друга, который в последние секунды жизни снова становится Кингсли.        
После казни Совака репортёр дочитывает финальные строки дневника доктора, в которых тот выражает надежду, что его научные записи о методах трансплантации мозга попадут в руки гораздо более достойных людей и поэтому, возможно, смогут принести большую пользу обществу.

## В ролях
- Борис Карлофф — доктор Эрнест Совак
- Бела Лугоши — Эрик Марней
- Стэнли Риджес — профессор Джордж Кингсли / Красная Пушка
- Энн Нейджел — Санни Роджерс
- Энн Гвин — Жан Совак
- Вирджиния Бриссак — миссис Маргарет Кингсли
- Эдмунд Макдональд — Фрэнк Миллер
- Пол Фикс — Уильям Кейн
- Мюррей Алпер — посыльный
- Джек Малхолл — бармен

## Производство
В оригинальном сценарии Лугоши был врачом, а Карлофф профессором. По неизвестным причинам Карлофф настаивал на роли доктора. Вместо прямой смены ролей, Лугоши получил незначительную роль соперника гангстера, в то время как актёру Стэнли Риджесу достался персонаж профессора.
Для самого Риджеса данный фильм стал одной из немногих работ, где он сыграл главную роль, в остальном же его кинокарьера состояла из второплановых ролей.